# Ландсхут (замок, Рейнланд-Пфальц)
Ландсхут (нем. Burg Landshut) — руины средневекового замка на вершине холма в городе Бернкастель-Кус, в районе Бернкастель-Витлих, в земле Рейнланд-Пфальц, Германия. 

## Расположение
Замок Ландсхут расположен к востоку от города Бернкастель-Кус, на высоком скалистом холме на правом берегу реки Мозель. Крепость находится на высоте около 235 метров над уровнем моря. К югу от замка возвышается гора Олимпа (высота 415 метров над уровнем моря). Мозель в этом районе делает крутой изгиб. Река течёт здесь примерно на высоте 107 метров над уровнем моря. Замок издалека хорошо виден путешественникам, которые плывут вверх или вниз по течению Мозеля.

## История

### Ранняя история
В IV веке на месте более замка находился форт римлян. Здесь в эпоху поздней империи проходил важный маршрут по реке Мозель, который связывал укрепления легионеров вдоль границы Римской империи по Рейну. По реке доставлялись припасы и снаряжение для отрядов, несущих сторожевую службу. Комплекс защитный сооружений форта имел прямоугольную форму со сторонами 60 метров на 30 метров. Стены были сложены из кварцита. Их толщина достигала почти двух метров. Оборонительные возможности форта усиливали шесть или семь одинаковых квадратных башен (размеров в основании 6х6 метров).
В V веке римляне покинули Германию. После крушения Римской империи форт был заброшен и несколько веков лежал в руинах.

### Средние века
В Средние века на вершине холма, прямо на развалина римского форта, которые стали своеобразным фундаментом, был построен каменный замок. Время основания крепости относят к концу XIII века. Инициатором строительства стал  архиепископ Трирского курфюршества Генрих II фон Финстинген. 
Согласно ряду свидетельств первые средневековые укрепления на этом месте появились раньше, ещё около 1000 года. Тот более старый замок назывался Бернкастель. Он принадлежал графам из рода фон Блискастель. По имени крепости было названо образовавшееся внизу у реки поселение. Другой замок, построенный представителями семьи фон Блискастель упоминается в документах XII века. Графы враждовали в архиепископами Трира. В итоге курфюрсты оказались сильнее и разрушили графскую крепость.
После того, как графы род фон Блискастель пресёкся, их владения унаследовали графы фон Зальм. Они отдали полуразрушенный замок у поселения Бернкастель Триерскому курфюрсту в 1280 году. После этого на месте прежних укреплений была построена мощная каменная крепость по всем правилам фортификационных сооружений той эпохи.

### После XV века
Название Ландсхут впервые встречается в документах курфюрста только в 1505 году. Здесь долгое время находилась резиденция судебного пристава, который управлял от имени трирского архиепископа окрестными землями. 
Ландсхут серьёзно пострадал не в ходе боевых действий (как многие подобные крепости), а из-за сильного пожара 8 января 1692 года. Обитатели покинули замок и с тех он больше не восстанавливался. 

### XX и XXI века
Руины с 1920 года находились в собственности городских властей. В замке, откуда открывался живописный вид на окрестности. Здесь появился ресторан, а в бывшем бергфирде устроили смотровую площадку, откуда хорошо просматривается долина Мозеля. 
Остатки римских укреплений были обнаружены во время ремонтных работ в 2012 году. Соответственно Ландсхут можно считать одной из старейших крепостей не только региона, но и Германии.

## Галерея

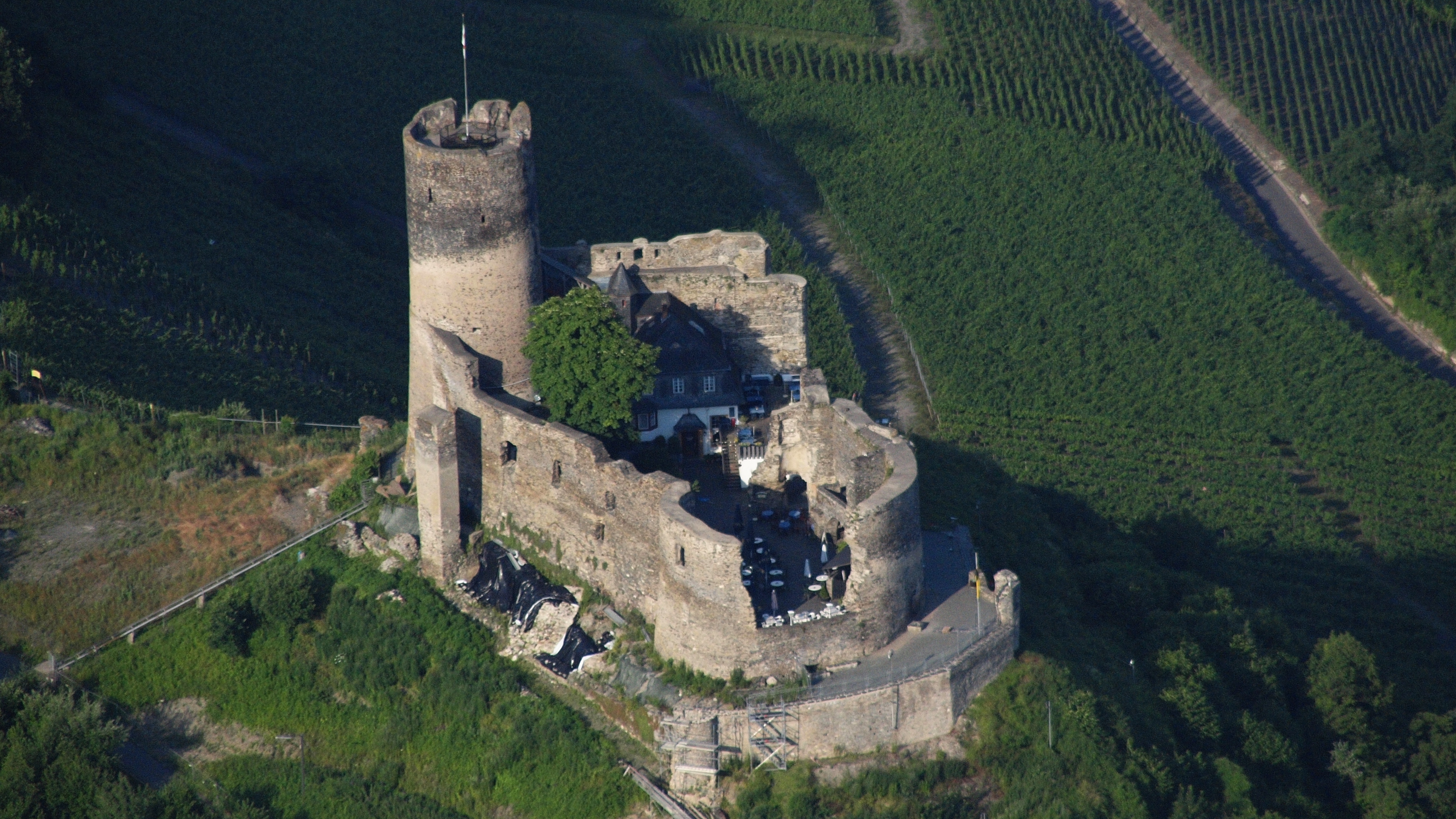
Вид руин замка сверху
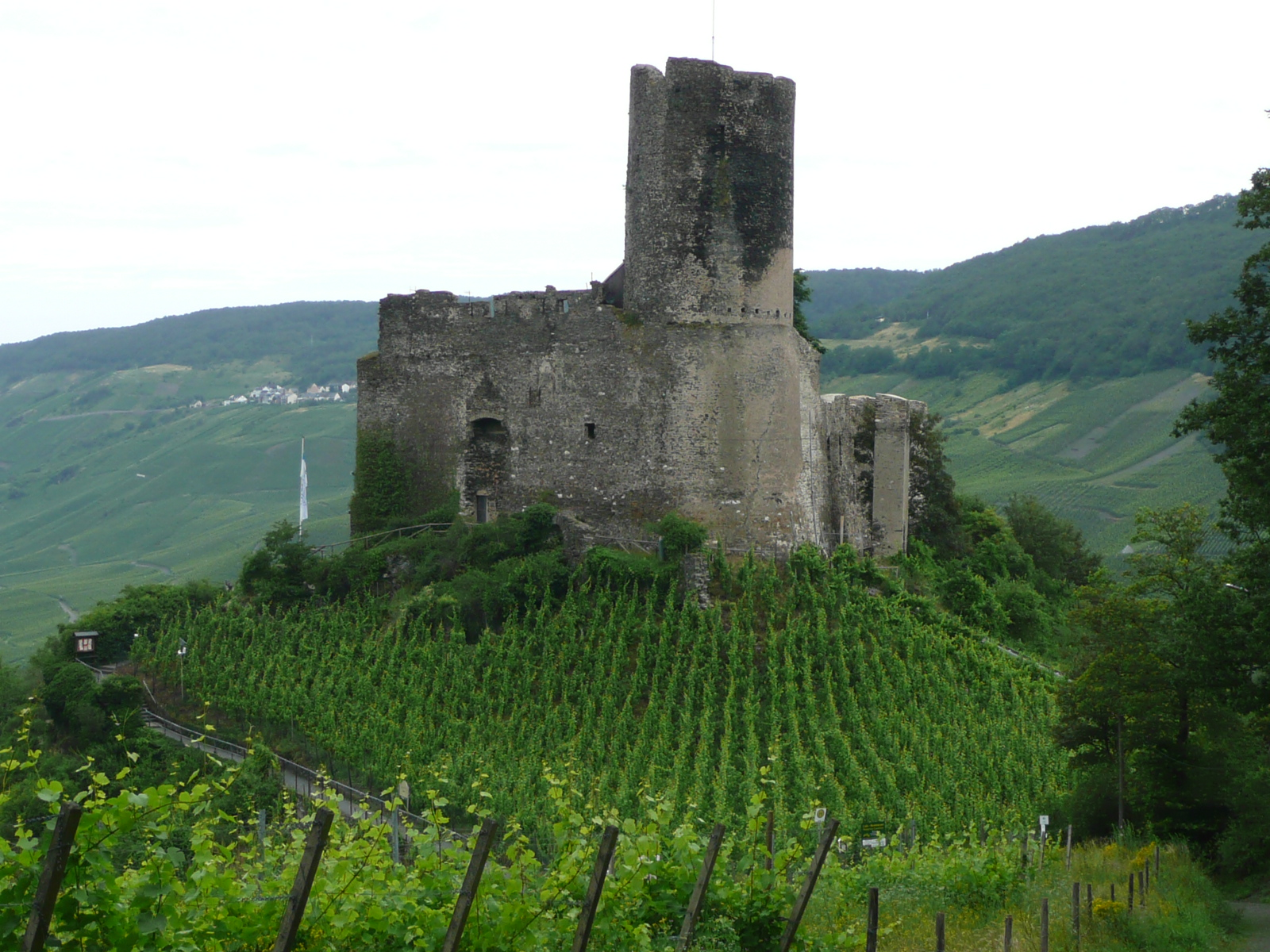
Замок Ландсхут с южной стороны
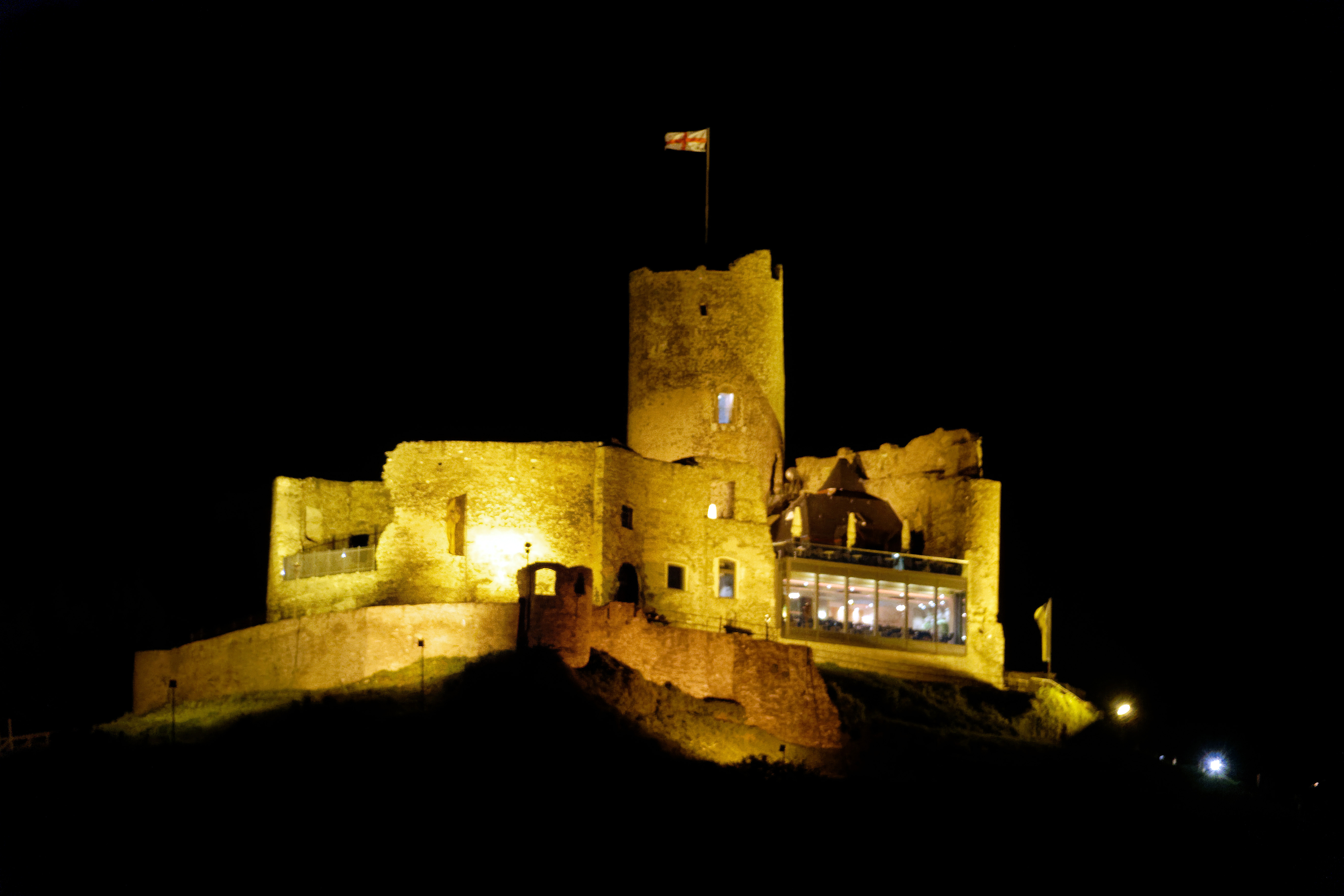
Подсветка замка в ночное время
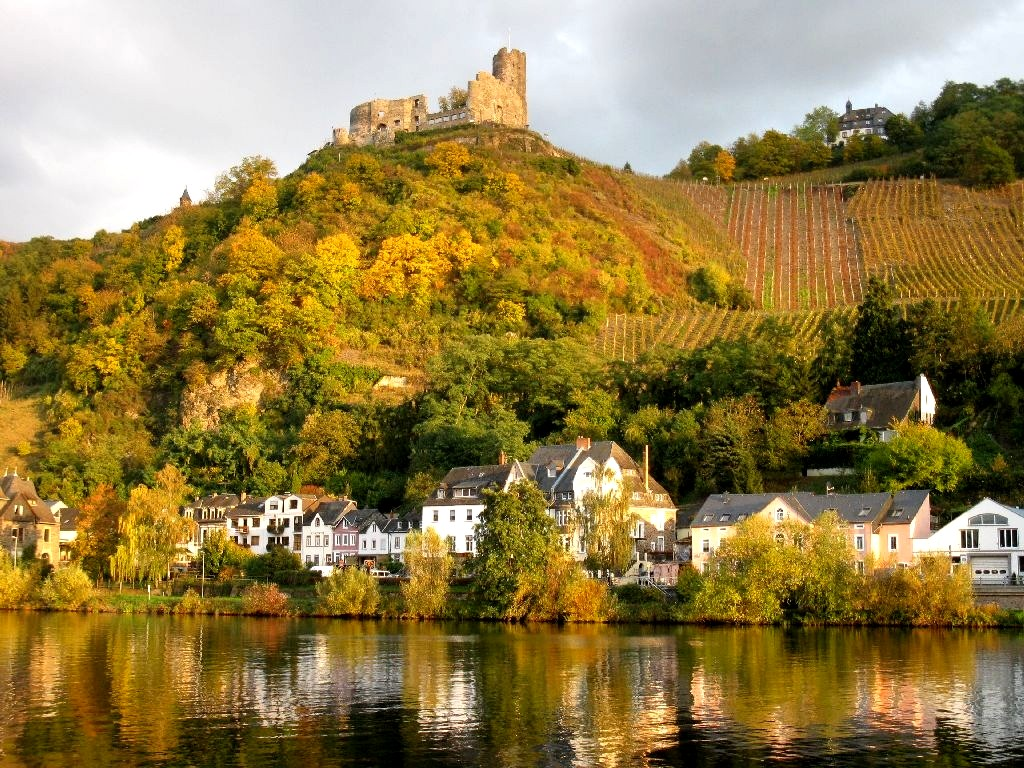
Вид замка снизу
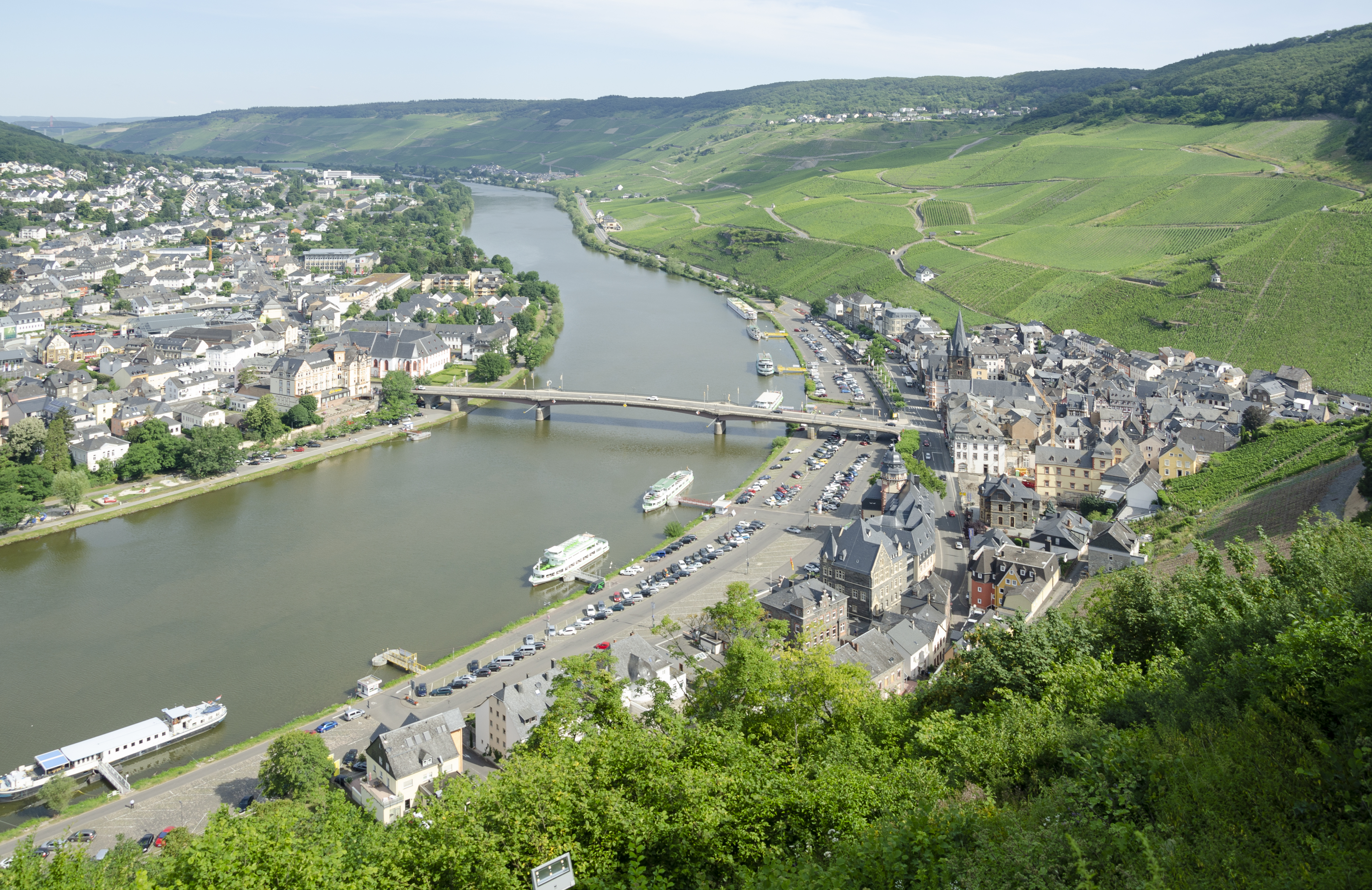
Вид из замка на долину Мозеля